# Lee Zahner
Lee „Leo“ Zahner (* 13. März 1974 in Brisbane) ist ein ehemaliger australischer Beachvolleyballspieler.

## Karriere
Zahner spielte seit 1995 mit seinem langjährigen Partner Julien Prosser. Im olympischen Turnier 1996 wurden Prosser/Zahner Neunte. Den gleichen Rang belegten sie im folgenden Jahr bei der Weltmeisterschaft in Los Angeles. Noch besser verlief die WM 1999 in Marseille, wo die beiden Australier nur knapp den Einzug ins Halbfinale verpassten. Im Jahr 2000 wurden sie bei den Spielen in Sydney vor eigenem Publikum wieder Olympianeunte, da sie im Achtelfinale den Schweizer Brüdern Martin und Paul Laciga unterlagen. Bei der Weltmeisterschaft 2001 wurden sie Sieger ihrer Vorrundengruppe und bezwangen in der ersten Hauptrunde das deutsche Duo Ahmann/Hager, ehe sie sich im Achtelfinale den Brasilianern Emanuel/Tande geschlagen geben mussten. Ende 2002 beendete Zahner seine Beachvolleyballkarriere.